# Martin Gardner
Pour les articles homonymes, voir Gardner.
Martin Gardner (né le 21 octobre 1914 à Tulsa (Oklahoma) et mort le 22 mai 2010 à Norman (Oklahoma)) est un écrivain américain de vulgarisation mathématique et scientifique, aux intérêts portant aussi bien sur le scepticisme scientifique et la micromagie que sur la philosophie, la religion ou la littérature – en particulier les écrits de Lewis Carroll, L. Frank Baum, et G. K. Chesterton,.
Le succès de son édition des œuvres de Lewis Carroll l'a hissé au rang d'autorité majeure sur cet écrivain : cette version annotée d'Alice, qui comprenait le texte des deux romans de L. Carroll, est son essai le plus accompli et s'est en effet vendue à plus d'un million d'exemplaires. Gardner s'est intéressé toute sa vie à la magie et l'illusion et était considéré comme l'un des plus importants magiciens du XXe siècle ainsi que le doyen des créateurs américains d'énigmes. C'était un auteur prolifique et polyvalent : il a publié plus de 100 livres au cours de sa vie.
Gardner était surtout connu pour la création et le maintien de l'intérêt pour les mathématiques récréatives - et par extension, les mathématiques en général - tout au long de la seconde moitié du XXe siècle, grâce à ses colonnes « Jeux mathématiques », qui parurent pendant vingt ans dans Scientific American et les livres suivants qui les regroupaient,.
Gardner fut l'un des principaux polémistes anti-pseudosciences du XXe siècle. Son livre Fads and Fallacies in the Name of Science, publié en 1957, est devenu une œuvre classique et fondatrice du mouvement sceptique. En 1976, il s'est joint à d'autres sceptiques pour fonder le CSICOP, organisme de promotion de la recherche scientifique et de l'utilisation de la raison dans l'examen des revendications sortant de l'ordinaire.

## Biographie

### Jeunesse et formation
Gardner, fils d'un géologue de l'industrie pétrolière, a grandi dans et autour de Tulsa, en Oklahoma. Son intérêt tout au long de la vie pour les énigmes a commencé dans son enfance quand son père lui a donné une copie de Cyclopedia of 5000 Puzzles, Tricks and Conundrums de Sam Loyd. Il a étudié à l'université de Chicago où il a obtenu son baccalauréat en philosophie en 1936. Parmi ses premiers emplois il a été journaliste pour le Tulsa Tribune, écrivain au Bureau des relations de presse de l'université de Chicago et travailleur social dans le « South Side » de Chicago pour le département d'aide de la ville. Pendant la Seconde Guerre mondiale, il a servi pendant quatre ans dans la marine des États-Unis comme yeoman à bord du destroyer escorteur USS Pope (en) dans l'Atlantique. Son navire était encore dans l'Atlantique lorsque la guerre s'est terminée avec la reddition du Japon en août 1945.
Après la guerre, Gardner a fréquenté le premier cycle de l'université de Chicago et commencé une licence de philosophie, mais n'a pas obtenu de diplôme d'études supérieures.
En 1950, il écrivit un article intitulé The Hermit Scientist dans la Antioch Review (en). Ce fut l'un des premiers articles de Gardner sur la « science excentrique », et en 1952 une version beaucoup plus développée est devenue son premier livre publié : In the Name of Science: An Entertaining Survey of the High Priests and Cultists of Science, Past and Present.

### Début de carrière
À la fin des années 1940, Gardner déménage à New York et devient écrivain et rédacteur en chef pour le magazine Humpty Dumpty où il écrit pendant huit ans des essais et des histoires pour cette publication et plusieurs autres magazines pour enfants. Ses énigmes de pliage de papier dans ce magazine ont mené à son premier travail chez Scientific American. Pendant des décennies, Gardner, sa femme Charlotte et leurs deux fils, Jim et Tom, ont vécu à Hastings-on-Hudson, New York, où il gagnait sa vie comme auteur indépendant, publiant des livres chez plusieurs éditeurs différents et publiant également des centaines d'articles pour des magazines et des journaux. En accord avec son intérêt pour la logique et les mathématiques, ils vivaient avenue Euclide. L'année 1960 a vu paraître l'édition originale de son livre le plus vendu, The Annotated Alice.

### Retraite et décès
En 1979, Gardner démissionne de Scientific American et lui et sa femme Charlotte s'installent à Hendersonville, en Caroline du Nord ; mais Gardner n'a jamais vraiment pris sa retraite en tant qu'auteur, et a continué d'écrire des articles de mathématiques, les envoyant à The Mathematical Intelligencer, Math Horizons, The College Mathematics Journal et Scientific American. Il a également révisé certains de ses livres plus anciens comme Origami, Eleusis, and the Soma Cube. Charlotte est morte en 2000 et deux ans plus tard Gardner est retourné à Norman, Oklahoma, où son fils, James Gardner, était pédagogue à l'université d'Oklahoma. Il y est mort le 22 mai 2010. Une autobiographie – Undiluted Hocus-Pocus: L'autobiographie de Martin Gardner – a été publiée à titre posthume.
L'astéroïde de la ceinture principale 2587, Gardner, découvert en 1980 par Edward L. Bowell à la station Anderson Mesa est nommé d'après Martin Gardner.

## Influence
Sa profondeur de pensée et sa clarté éclaireront le monde pendant longtemps.
Martin Gardner a exercé une influence majeure sur les mathématiques dans la seconde moitié du 20e siècle,. Sa chronique était appelée « Jeux mathématiques », mais elle était beaucoup plus que cela,,. Son écriture a permis à de nombreux lecteurs l'accès à de véritables mathématiques pour la première fois de leur vie. La chronique a duré 25 ans et a été lue attentivement par la génération de mathématiciens et de physiciens qui ont grandi dans les années 1956 à 1981,. Elle a été l'inspiration originale pour nombre d'entre eux, les incitant à devenir eux-mêmes mathématiciens ou scientifiques,,.
David Auerbach a écrit: « En termes purement pratiques, on peut faire de Martin Gardner un exemple de l'un des écrivains les plus influents du XXe siècle ». Ses articles de vulgarisation scientifique et de jeux mathématiques dans Scientific American pour lequel il a écrit pendant plus de 25 ans, auraient pu aider à créer plus de jeunes mathématiciens et d'informaticiens que tout autre facteur avant l'avènement de l'ordinateur personnel ». Parmi le grand nombre de mathématiciens, physiciens, informaticiens, philosophes, magiciens, écrivains et autres penseurs influents qui ont inspiré et ont été inspirés en retour par Gardner figurent John Horton Conway, Bill Gosper, Ron Rivest, Richard K. Guy, Piet Hein, Ronald Graham, Donald Knuth, Robert Nozick, Lee Sallows (en), Scott Kim, M. C. Escher, Douglas Hofstadter, Roger Penrose, Ian Stewart, Benoit Mandelbrot, Elwyn Berlekamp, Solomon W. Golomb, Raymond Smullyan, James Randi, Penn et Teller, Persi Diaconis, et Ray Hyman (en),,,,.
Ses admirateurs comptaient des personnalités aussi différentes que W. H. Auden, Arthur C. Clarke, Carl Sagan, Isaac Asimov, Richard Dawkins et Stephen Jay Gould,. Salvador Dali a cherché à le rencontrer pour discuter des hypercubes à quatre dimensions. M. C. Escher écrivit à Gardner en 1961 après avoir lu The Annotated Alice (en) et cela a conduit Gardner à populariser l'art d'Escher jusqu'alors inconnu. Son écriture était à la fois profonde et de vaste portée,,. Noam Chomsky a écrit: « La contribution de Martin Gardner à la culture intellectuelle contemporaine est unique - dans sa portée, son appréhension et sa compréhension des questions difficiles qui importent ». Gardner a régulièrement informé le public (et d'autres mathématiciens) des découvertes récentes en mathématiques - récréatives et autres,. En plus de présenter de nombreuses énigmes de premier ordre et des sujets comme le Jeu de la vie de Conway, il était tout aussi capable d'écrire des chroniques captivantes sur des sujets mathématiques traditionnels tels que la théorie des nœuds, la suite de Fibonacci, le triangle de Pascal, le ruban de Möbius, les nombres transfinis, le tesseract, les paradoxes de Zénon, le dernier théorème de Fermat, et le théorème des quatre couleurs,.
Martin Gardner a établi un nouveau standard élevé d'écriture sur les mathématiques,,,,. Dans un entretien de 2004, il dit : « Je vais jusqu'au calcul différentiel et intégral, et au-delà, je ne comprends pas les documents qui sont écrits. Je considère que c'était un avantage pour le type de chroniques que je rédigeais parce que je devais comprendre ce que j'écrivais, et cela m'a permis de m'exprimer de telle manière qu'un lecteur moyen pouvait comprendre ce que je disais. Si vous écrivez de façon à vulgariser les mathématiques, je pense qu'il est bon de ne pas savoir trop de mathématiques. » Et il était extrêmement brillant,. John Horton Conway l'a appelé « l'homme le plus savant que j'ai jamais rencontré ». Colm Mulcahy a dit : « Gardner était sans doute le meilleur ami que les mathématiques aient jamais eu. » Beaucoup de gens seraient d'accord avec lui,,,.

## La chronique «Mathematical Games»
Je joue simplement tout le temps et j'ai la chance d'être payé pour cela.
Pendant plus d'un quart de siècle, Gardner a rédigé une chronique mensuelle sur le thème des mathématiques récréatives pour Scientific American. Tout a commencé avec son article indépendant sur les hexaflexagones paru dans le numéro de décembre 1956. Les flexagones sont devenus un peu une mode et bientôt partout à New York beaucoup en faisaient. Gerry Piel, l'éditeur de SA à l'époque, a demandé à Gardner: « Y a-t-il assez de matériel semblable à cela pour en faire une chronique régulière ? » Gardner a répondu qu'il le pensait. Le numéro de janvier 1957 contenait sa première chronique, intitulée « Mathematical Games ». Près de 300 autres colonnes devaient suivre.
La colonne « Mathematical Games » est devenue l'attraction la plus populaire de la revue et la première rubrique que beaucoup de lecteurs lisaient. En septembre 1977, Scientific American reconnut le prestige et la popularité de la colonne de Gardner en la faisant passer des dernières pages à l'avant du magazine. Elle a paru de 1956 à 1981 avec des colonnes épisodiques par la suite et a été la première introduction de beaucoup de sujets à un public plus large, notamment, :
- Flexagones (décembre 1956)
- Le jeu de Hex (juillet 1957)
- Cube Soma (septembre 1958)
- Quadrature du carré (novembre 1958)
- Paradoxe des prisonniers (octobre 1959)
- Les Polyominos (novembre 1960)
- Le Paradoxe de l'interrogation surprise (mars 1963)
- Reptuiles (mai 1963)
- La Superellipse (septembre 1965)
- Les Pentominos (octobre 1965)
- L'art mathématique d'M. C. Escher (avril 1966)
- Fractales and the Koch snowflake curve (mars 1967)
- Le Jeu de la vie par John Horton Conway (octobre 1970)
- Des Dés non transitifs (décembre 1970)
- Le Paradoxe de Newcomb (juillet 1973)
- Pavage de Penrose (janvier 1977)
- L'OuLiPo (février 1977)
- Chiffrement RSA (août 1977)
- « Gödel, Escher, Bach » par Douglas Hofstadter (juillet 1979)
- Le Groupe Monstre (juin 1980)

De façon un peu ironique, Gardner avait des problèmes d'apprentissage du calcul et n'a jamais suivi de cours de mathématiques après l'école secondaire. Tout en éditant Humpty Dumpty's Magazine, il a construit beaucoup de casse-têtes de pliage de papier, ce qui a conduit à son intérêt pour les flexagones inventés par le mathématicien britannique Arthur Harold Stone. L'article ultérieur qu'il a écrit sur les hexaflexagones a mené directement à sa colonne.
Dans les années 1980, la colonne « Mathematical Games » a commencé à paraître de façon irrégulière. D'autres auteurs ont commencé « à la partager » et le numéro de juin 1986 a vu la dernière publication sous ce titre. En 1981, au départ à la retraite de Gardner de Scientific American, la colonne a été remplacée par « Metamagical Themas » de Douglas Hofstadter, nom qui est une anagramme de « Mathematical Games ».
Pratiquement toutes les colonnes de jeux ont été réunies sous forme de livre à partir de 1959 avec « The Scientific American Book of Puzzles and Diversions ». Au cours des quatre décennies suivantes, quatorze autres livres ont été publiés. Donald Knuth les a appelés les « livres canoniques »,.

## Pseudoscience et scepticisme
Martin Gardner est la lumière la plus brillante qui a défendu la rationalité et la véritable science contre le mysticisme et l'anti-intellectualisme qui nous entourent.
Gardner était un critique intransigeant des fringe science. Son livre Fads and Fallacies in the Name of Science (1952, révisé en 1957) a exploré et démystifié une myriade de théories et mouvements douteux, dont la radiesthésie, Charles Fort, Rudolf Steiner, la dianétique, la méthode Bates pour améliorer la vue, Critiques de la théorie de la relativité, la théorie de la Terre plate, les continents perdus de l'Atlantide et de la Lémurie, les mondes en collision d'Immanuel Velikovsky, la réincarnation de Bridey Murphy, la théorie de l'orgone de Wilhelm Reich, la génération spontanée de la vie, la perception extrasensorielle et la psychokinèse, l'homéopathie, la phrénologie , la chirologie, la graphologie et la numérologie. Ce livre et ses publications ultérieures (Science: Good, Bad et Bogus, 1981, Order and Surprise, 1983, Gardner's Whys & Wherefores, 1989, etc.) lui ont valu nombre de détracteurs et d'adversaires dans les domaines de la « science marginale » et de la « philosophie New Age ». Avec nombre d'entre eux, il a entretenu des dialogues (publics et privés) pendant des décennies.
En 1976, Gardner se joint à Paul Kurtz, le psychologue Ray Hyman, le sociologue Marcello Truzzi et le magicien de scène James Randi pour fonder le Comité pour l'investigation scientifique des revendications du paranormal (CSICOP). Des sommités telles que l'astronome Carl Sagan, l'auteur et biochimiste Isaac Asimov, le psychologue B. F. Skinner et le journaliste Philip J. Klass devinrent plus tard des boursiers du CSICOP. De 1983 à 2002, il a écrit une chronique mensuelle intitulée Notes of a Fringe Watcher (à l'origine Notes of a Psi-Watcher) pour Skeptical Inquirer, le magazine mensuel de cette organisation. Ces colonnes ont été rassemblées dans cinq livres commençant par The New Age: Notes d'un Fringe Watcher en 1988.
Gardner était un critique implacable de l'auto-proclamé mentaliste israélien Uri Geller et a écrit deux livrets satiriques à son sujet dans les années 1970 en utilisant le pseudonyme « Uriah Fuller » dans lequel il expliquait comment ces prétendus physiciens charlatans réussissaient des exploits apparemment impossibles tels que plier mentalement des cuillères et lire dans les esprits.
Dans son livre Urantia: the great cult mystery, Martin Gardner conteste l'origine du Livre d'Urantia.
Martin Gardner a continué sans crainte à critiquer l'indéfendable pseudo-science tout au long de sa vie. Ses cibles comprenaient non seulement des sujets sûrs comme l'astrologie et les observations d'OVNI, mais aussi des thèmes tels que la chiropratique, le végétarisme[C'est-à-dire ?], Helena Blavatsky, le créationnisme, la scientologie, la courbe de Laffer, la « Science chrétienne » et même le mouvement Hutchins-Adler. La dernière chose qu'il a écrite au printemps 2010 (un mois avant sa mort) était un article condamnant les « opinions médicales douteuses et la fausse science » d'Oprah Winfrey - en particulier son soutien à la théorie discréditée que les vaccinations étaient causes de l'autisme ; Il a continué à déplorer la « mort inutile d'enfants » que de telles notions sont susceptibles de causer.
Le Skeptical Inquirer l'a nommé l'un des dix sceptiques exceptionnels du XXe siècle. En 2010, il a été honoré à titre posthume par un prix reconnaissant ses contributions dans le domaine sceptique du Groupe d'enquêtes indépendantes. En 1982, le Comité pour l'Enquête Sceptique (CSICOP) a décerné à Gardner son prix le plus prestigieux, le « Prix d'éloge de la raison » pour ses « efforts héroïques pour la défense de la raison et la dignité de l'attitude sceptique ».

## Magie
Les tours de carte, et la magie en général, doivent une dette beaucoup plus grande à Martin Gardner que la plupart des prestidigitateurs ne s'en rendent compte.
Le père de Martin Garder lui a montré une fois un tour de magie quand il était encore un petit garçon. Le jeune Martin fut fasciné de voir les lois physiques apparemment violées ; cela aurait suscité sa passion pour la magie et l'illusion.
Il écrit pour une revue de magie au lycée et a travaillé dans un grand magasin à montrer des tours de magie alors qu'il était à l'Université de Chicago.
Le premier texte que Martin Gardner a publié (à l'âge de quinze ans) est un tour de magie dans Le Sphinx, le magazine officiel de la Société des magiciens américains. Il s'est concentré principalement sur la magie rapprochée et a publié un nombre significatif de contributions originales à ce champ secret. Le magicien Joe M. Turner a dit: The Encyclopedia of Impromptu Magic, que ce que Gardner a écrit en 1985, « est assuré de figurer dans n'importe quelle sélection des livres de magie préférés des magiciens. Son premier livre de magie pour le grand public, Mathematics, Magic and Mystery (Dover, 1956), est encore considéré comme un classique dans ce domaine.
Il était bien connu pour inventer des tours de cartes qui impliquaient l'orthographe d'un mot alors que l'un frappe les cartes dans un ordre prédéterminé, Magiquement, la dernière lettre du mot se termine sur une carte préalablement sélectionnée au hasard. Il était particulièrement fier d'un tour de carte qu'il a inventé dans lequel une carte semble changer magiquement du noir au rouge ; Il l'a appelé « The Wink Change ».
Beaucoup d'amis de longue date de Gardner étaient des magiciens Parmi ceux-ci figuraient William Simon qui a présenté Gardner à Charlotte Greenwald, avec laquelle il s'est marié en 1952, un collègue et fondateur du CSICOP, le chasseur de pseudoscience James Randi, le statisticien Persi Diaconis et le polymathe Raymond Smullyan. Diaconis et Smullyan comme Gardner côtoyaient les deux univers des mathématiques et de la magie. Les mathématiques et la magie étaient souvent mêlées dans l'œuvre de Gardner. Un de ses premiers livres, Mathematics, Magic and Mystery (1956), portait sur des tours de magie fondés sur les mathématiques. Des tours de magie mathématique étaient souvent présentés dans sa colonne Mathematical Games - par exemple, sa chronique d'août 1962 était intitulée « Une variété de "trucs" détournés collectés à une convention fictive de magiciens ». De 1998 à 2002, il a écrit une chronique mensuelle sur les tours de magie appelée « Trick of the Month » dans The Physics Teacher, un journal publié par l'American Association of Physics Teachers.
En 1999, Magic magazine a nommé Gardner l'un des « 100 plus influents magiciens du XXe siècle » . En 2005, il obtient un Lifetime Achievement Award de l'Académie des arts magiques. La dernière chose qu'il a publiée au cours de sa vie (il avait encore beaucoup d'autres choses en réserve) était un tour de magie dans le numéro de mai 2010 de Word Ways: The Journal of Recreational Linguistics.

## Gathering 4 Gardner
Emballée de friandises merveilleuses et d’étonnantes surprises, la rencontre fournissait une succession continue de moments d'« ébahissement »
Martin Gardner a continué à écrire jusqu'à sa mort en 2010, et la communauté de ses admirateurs s'est développée pour s'étendre sur plusieurs générations. En outre, son influence était si étendue que beaucoup de ses fans n'avaient peu ou pas de contact les uns avec les autres. En 1993, un entrepreneur d'Atlanta et collecteur de puzzles, Tom Rodgers, a eu l'idée d'organiser un rassemblement afin d'honorer les contributions de Gardner aux mathématiques récréatives, soient, la rationalité, la magie, les puzzles, la littérature et la philosophie. Malgré sa timidité notoire et qu'il déclinait habituellement un honneur s'il lui exigeait de faire une apparition personnelle, Rogers persuada Gardner d'y assister. On l'appela Gathering 4 Gardner (en). Un deuxième rassemblement de ce type eut lieu en 1996, de nouveau en présence de Gardner, ce qui conduit Rodgers et ses amis à faire de la réunion un événement régulier. Les participants allaient des amis de longue date de Gardner tels que John Horton Conway, Elwyn Berlekamp, Ronald Graham, H. S. M. Coxeter et Richard Guy, aux nouveaux venus comme l'artiste mathématique Erik Demaine et la vidéaste mathématique Vi Hart. Le programme est ouvert sur tout ce que Gardner a écrit. Le nom de l'événement est souvent abrégé en G4Gn, "n" étant remplacé par le numéro de l'événement. Ainsi, le premier rassemblement en 1993 était nommé G4G1 et la rencontre de 1996 G4G2. Depuis lors, il se déroule les années paires, généralement dans la région d'Atlanta. Ainsi, l'événement de 2016 était nommé G4G12.
En 2007, les membres du conseil d'administration Rodgers, Berlekamp, Setteducati, Thane Plambeck et Scott Hudson de Tarnowsky ont décidé que G4G devrait élargir sa portée et l'étendue de ses programmes éducatifs. À cette fin, ils ont formé la société à but non lucratif 501(c)(3) Gathering 4 Gardner, Inc.
Le logo de Gathering 4 Gardner, ainsi que le logo du premier événement CoM, utilisent des ambigrammes conçus par Scott Kim, associé de longue date de Gardner.

## Publications
- L'Univers ambidextre : la droite, la gauche et la faillite de la parité [« The Ambidextrous Universe (1964) »]  (trad. de l'anglais par Claude Roux), Le Seuil, 1968des éditions augmentées sont parues en 1985 avec le sous-titre Les miroirs de l'espace-temps dans la coll. « Science ouverte » et en 1994 dans la coll. « Points Science » avec le sous-titre Les symétries de la nature (ISBN 978-2-02-021147-5).
- Le Paradoxe du pendu et Autres divertissements mathématiques [« The Unexpected Hanging and Other Mathematical Diversions (1969) »]  (trad. de l'anglais par Claude Roux), Dunod, 1971
- Les Magiciens démasqués [« Fads and Fallacies in the Name of Science (1957) »]  (trad. de l'anglais par Béatrice Rochereau), Presses de la Cité, 1966
- Haha ou l'Éclair de la compréhension mathématique [« Aha! Insight (1978) »]  (trad. de l'anglais par Jeanne Peiffer), Belin - Pour la Science, 1979 (ISBN 978-2-902918-06-5)
- Jeux mathématiques du "Scientific American" [« Martin Gardner's Sixth Book of Mathematical Games from Scientific American »]  (trad. Yves Roussel), A.D.C.S., 1996
- Remue-méninges captivants [« Classic Brainteasers (1985) »]  (trad. de l'anglais par Claudine Azoulay), Montréal, Bravo Éditions, coll. « Remue-méninges », 2009 (ISBN 978-2-923720-37-1)

- Le monde mathématique de Martin Gardner, Pour la Science – Belin, 1986  (ISBN 978-2-902918-51-5)
- Encyclopédie de la Magie impromptue (2 vol.), Passe-Passe, 2002  (ISBN 2-912566-30-4) et  (ISBN 2-9521727-0-6)
- (en) Undiluted Hocus-Pocus: The Autobiography of Martin Gardner, Princeton University Press, 2013  (ISBN 978-1-40084798-3) [lire en ligne], avec une préface de Persi Diaconis et une postface de James Randi.

## Prix et distinctions
En 2000, Martin Gardner reçoit le prix Pólya décerné par la Mathematical Association of America, pour son article « The asymmetric propeller » publié dans The College Mathematics Journal (en), vol. 30 (1999), pp. 18–22.